# Trafford
Trafford là một khu tự quản vùng đô thị của Đại Manchester, Anh Quốc. Với dân số ước tính vào khoảng 211.800 vào năm 2006, quận Trafford trải rộng 41 dặm vuông Anh (106 km2) và bao gồm các thị trấn của Altrincham, Partington, Sale, Stretford, và Urmston. Quận Trafford được thành lập vào ngày 1/4/1974 bởi Đạo luật chính quyền địa phương 1972 về việc hợp nhất các thị trấn của các quận cũ Altrincham, Sale, và Stretford, thị trấn của các quận nội thành Bowdon, Hale, Urmston và một phần của huyện Bucklow. Trước đây, tất cả vùng Cheshire, một phần của Stretford và Urmston đều thuộc quận cũ Lancashire. Con sông Mersey chảy qua các quận, tách quận Trafford thành Bắc Trafford và Nam Trafford. Trong lịch sử, con sông Mersey này cũng đã từng đóng vai trò là đường phân chia ranh giới giữa các quận cũ Lancashire và Cheshire.

### Video clip
- Trafford Council YouTube channel